# حقوق الإنسان في بوتان
حقوق الإنسان في بوتان هي تلك المنصوص عليها في المادة 7 من دستورها. أكدت حكومة بوتان الملكية التزامها "بالتمتع بجميع حقوق الإنسان" كجزء لا يتجزأ من تحقيق "السعادة القومية الإجمالية"؛ وهو المبدأ الفريد الذي تسعى بوتان إلى تحقيقه، بدلاً من التدابير المالية مثل الناتج المحلي الإجمالي. من الناحية العملية، يلقى سجل حقوق الإنسان في بوتان انتقادات بسبب معاملة شعب لوتشامبا، الذي أصبح الكثير منهم لاجئين في نيبال، وكذلك بسبب الفشل في دعم حرية الاعتقاد.
في عام 2022، صنفت منظمة فريدوم هاوس حقوق الإنسان في بوتان بـ 61 نقطة من أصل 100 نقطة (حرة جزئيًا).